# Ferdinand Foch
Ferdinand Foch (phát âm tiếng Pháp: [fɔʃ]), (2 tháng 10 năm 1851 – 20 tháng 3 năm 1929) là một quân nhân và nhà lý luận quân sự Pháp, đồng thời là người hùng quân sự của khối Đồng minh thời Chiến tranh thế giới thứ nhất. Sau sự thua trận của Pháp cuộc Chiến tranh Pháp-Phổ (1870 – 1871), Foch giảng dạy quân sự. Ông nhanh chóng được thăng lên như "diều gặp gió", trở nên một nhà thuyết giảng quân sự có nhiều ảnh hưởng. Ông trở thành một tướng lĩnh Pháp từ năm 1907, và tham gia trong cuộc Chiến tranh thế giới thứ nhất. Ông thể hiện sự quyết đoán và can đảm trong Trận Biên giới Bắc Pháp – trận đánh đầu tiên trong cuộc đời của ông, và đóng vai trò quan trọng đối với thắng lợi chiến lược của liên quân Anh - Pháp trong trận sông Marne lần thứ nhất, và kể từ sau trận đánh này Foch đã trở nên nổi tiếng và lòng dũng cảm của mình. Tuy vậy, học thuyết chủ trương tấn công của Foch cũng khiến cho quân Đồng minh bị đánh thiệt hại nặng trong trận Marne. Trong cuộc "Chạy đua ra biển" ngay sau đó, ông hợp tác chặt chẽ với các lãnh đạo quân sự của Bỉ và Anh Quốc. Dù không thể chủ trương tấn công, ông cũng ngăn được bước tiến của Đức vào các cảng eo biển Anh. Trong trận Ypres lần thứ nhất, học thuyết của ông lại gây cho khối Đồng minh những tổn thất lớn. Sang năm 1915, ông bị chịu chỉ trích do quá xem trọng tấn công khiến Đồng minh bị thiệt hại nặng. Sau khi quân Đức đánh gãy chiến tuyến của Đồng minh trong trận Ypres lần thứ hai (1915), ý định phản công của ông chỉ làm phung phí binh lực của Đồng minh.
Vào năm 1916, Chiến dịch tấn công Somme với thiệt hại rất lớn cho liên quân Anh - Pháp đã khiến cho Tổng tư lệnh quân đội Pháp Joseph Joffre bị sa thải và Foch mất uy tín nghiêm trọng do sự hợp tác vững chãi của ông với Joffre. Tuy nhiên, sau khi Philippe Pétain lên nắm quyền Tổng tư lệnh vào năm 1917, Foch trở thành Tổng Tham mưu trưởng quân dội Pháp. Nhưng, khi quân đội của Đức hoàng phát động cuộc Tổng tấn công Mùa xuân năm 1918 đẩy quân Đồng minh vào tình thế bất lợi, khí thế của viên tướng Pháp đã khiến ông được bổ nhiệm làm Tổng tư lệnh tối cao của các lực lượng Đồng minh, với hàm Đại thống lĩnh. Nắm trọng trách này, Foch phải áp dụng mọi kinh nghiệm tác chiến của mình từ đầu cuộc chiến tranh. Dưới sự chỉ huy táo bạo và quyết đoán của ông, quân đội Đồng minh đã cản được cuộc tổng tấn công của Đức và giành thắng lợi quyết định trong trận sông Marne lần thứ hai vào tháng 7 – tháng 8 năm 1918, tạo bước ngoặt cho chiến tranh. Chiến thắng Marne khiến ông được phong hàm Thống chế Pháp, và đây được cho là đỉnh cao vinh quang trong cuộc đời của ông. Tiếp theo đó, quân Đồng minh dưới quyền Foch giành đại thắng trong trận Amiens, khởi đầu cuộc Tổng tấn công Một trăm ngày. Trận Amiens được xem là thắng lợi lớn nhất của người tổng chỉ huy phe Đồng minh. Sau khi cuộc Tổng tấn công Một trăm ngày thành công, cảm thấy nước Đức đã thất trận, Foch đề xướng những điều ước trong hiệp định đầu hàng của Đức ở Compiègne vào tháng 11 năm 1918. Do phải xóa bỏ bằng được mối đe dọa từ nước Đức láng giềng đối với Pháp, viên thống chế trở nên thất vọng, cay đắng do Hòa ước Versailles (1919) đã không hoàn thành điều mà ông khao khát. Trong cơn thịnh nộ ấy Foch tuyên bố: "Đó không phải là hòa bình. Đó là sự hưu chiến trong vòng 20 năm" - lời tiên đoán này đã trở thành hiện thực khi Thế chiến thứ hai bùng nổ 20 năm sau, tức năm 1939.
Với sự chấm dứt Thế chiến thứ nhất, ông đã hoàn thành mục tiêu lớn của mình là lấy lại lãnh thổ bị mất của Pháp trong cuộc Chiến tranh Pháp-Phổ. Dù có người khen ông là nhà quân sự xuất sắc của nước Pháp kể từ sau Napoléon Bonaparte, ông cũng bị chỉ trích như là một viên tướng nướng lính khét tiếng. Đóng góp của Foch đối với chiến thắng của phe Đồng minh cũng thể hiện qua sự phối hợp chặt chẽ của ông với mọi lãnh đạo của phe mình. Không những cộng tác với người Anh, ông còn cộng tác với vua Albert I của Bỉ, rồi sang năm 1918 thì ông còn cộng tác với Đại tướng John Pershing của Hoa Kỳ, cùng với các tổng chỉ huy quân đội Ý Luigi Cardona và Armando Diaz. Ông cũng được nhìn nhận là một chỉ huy quân sự mẫu mực của chiến tranh hiện đại, am hiểu tường tận về nền nền quân sự của kẻ thù mình. Như là một trong số ít tướng lĩnh không bị mất uy tín sau Chiến tranh thế giới thứ nhất, đã gia nhập Viện Hàn lâm Pháp và trở thành vị tướng Pháp duy nhất được phong làm Thống chế Anh. Không những thế, ông còn được phong hàm Nguyên soái Ba Lan. Trong khoảng thời gian này, ông cũng đến thăm Hoa Kỳ. Tuy nhiên, thay vì giành trọn những năm cuối đời trong niềm vui thắng trận thì Feridnand Foch luôn đau khổ, trước từng bước vực dậy của Đức và sự bất lực của Pháp, cũng như mâu thuẫn gay gắt giữa ông và Thủ tướng Georges Clemenceau trong đường lối ngoại giao. Ông qua đời tại thủ đô Paris.

## Thân thế
Ferdinand Foch chào đời vào năm 1851, trong một gia đình "Pháp cổ". Gia tộc này hết mực sùng tín Công giáo La Mã, bảo thủ và hết mực yêu nước. Cũng giống như những tướng lĩnh Pháp khác trong cuộc Chiến tranh thế giới thứ nhất như Joseph Joffre và Noël de Castelnau, ông là người vùng núi Pyrenees - một miền đất lâu đời nằm gần biên giới Tây Ban Nha, cách xa trung tâm chính trị và xã hội của Pháp ở Paris. Nơi Foch sinh ra, là Tarbes, chỉ cách Lourdes có 12 cây số, mà người ta kể rằng, hồi năm 1858 Đức Mẹ Maria đã hiện ra nói chuyện với một cô gái ở Lourdes. Do đó, vùng này nhanh chóng trở thành điểm đến cho những tín đồ đi hành hương. Vốn Công giáo La Mã đã là đức tin mà hết thế hệ này đến thế hệ khác của gia đình Foch tôn thờ, "Phép lạ" nêu trên đã khiến cho Foch càng sốt sắng niềm tin của ông vào Công giáo. Em trai của ông là Germain Foch đã theo Dòng Tên - điều này khiến cho Ferdinand Foch sau này chịu những rắc rối không xác đáng; bản thân Ferdinand Foch thì vẫn luôn là một con chiên ngoan đạo của Công giáo trong suốt phần đời còn lại của ông.
Ngoài đạo Công giáo ra thì một truyền thống quý giá nhất của dòng họ Foch chính là nền quân sự. Người ông ngoại của ông khi xưa đã được Napoléon Bonaparte trao tặng Bắc đẩu bội tinh vì đã lập nhiều công lớn trong các chiến dịch của Napoléon ở Ý, Tây Ban Nha, và trong trận Austerlitz. Trong một lần người ông ngoại của Foch theo hầu Napoléon, vị hoàng đế đã giới thiệu: "Đây là một người dũng cảm". Một trong những người chú của Foch từ một cậu bé đánh trống trong Quân đội Pháp trở thành tướng lĩnh - người chú này trở thành niềm tự hào của cả gia tộc. Cả nhà đều có một truyền thống rất đặc sắc là sùng bái Napoléon Bonaparte. Họ còn xem nền Đế chế thứ hai do Napoléon III lập ra là một thành tựu vẻ van, thể hiện niềm kiêu hãnh của nước Pháp. Ngay cả người cha của Foch cũng có tên là Napoléon; tuy nhiên, cha ông muốn Foch tham gia việc phục vụ dân sự vì đây là điều mà trước đây bản thân ông cũng đã hoàn thiện. Thất bại thảm hại của Pháp trong cuộc chiến tranh với Đức năm 1870 – 1871 đã gây tổn hại nghiêm trọng cho quốc gia này.

Tổng Tư lệnh Quân Đồng minh Ferdinand Foch cùng Tham mưu trưởng Lục quân Pháp, tướng Maxime Weygand tại Sarcus, 17 tháng 5 năm 1918.

Hai ảnh hưởng to lớn từ Công giáo và quân đội Pháp đã ăn sâu vào con người của Foch ngay từ đầu đời ông. Vào năm 1870, khi còn học tại ngôi trường Công giáo tại thành phố Metz (miền Đông Pháp), Foch tham gia trong Sư đoàn Bộ binh số 4 để chiến đấu chống lại cuộc tấn công của quân đội Phổ – Đức trong những năm tháng đầu của cuộc Chiến tranh Pháp-Phổ. Một khi được nhập ngũ, Foch nhận thấy rằng quân đội Pháp ngoài chiến trường có những sĩ quan mang vẻ bề ngoài ấn tượng, nhưng không hiểu chút nào về nguyên lý của chiến tranh. Ngoài ra, ông cũng nhận thấy rằng sĩ khí của quân Pháp rất cao, song quân Pháp không có một vị tướng tài năng nào. Mặc dù Foch chưa hề tham gia chiến trận, sự hỗn loạn và vô tổ chức của các lực lượng Pháp của Quân đội Pháp trong các năm 1870 và 1871 đã khiến cho Foch có nhiều suy ngẫm. Với chiến thắng của mình, Đế quốc Đức đã sáp nhập hai tỉnh Alsace và Lorraine giàu tiềm năng kinh tế vào lãnh thổ của mình, giáng một đòn trí mạng vào niềm vinh quang của Pháp. Không những thế, Pháp còn phải bồi thường một khoản chiến phí gồm thâu tới 1.5 tỉ quan và chịu sự chiếm đóng của 5 vạn quân Đức cho đến khi mà người Pháp hoàn thành khoản chiến phí khổng lồ kia. Không những thế, các lực lượng thắng trận của Đức đã tiến thẳng về điện Élysées, và Hoàng đế Wilhelm I của Đức làm lễ đăng ngôi tại cung điện Versailles là nơi gắn liền với những thời khắc vinh quang của người Pháp trong quá khứ vào năm 1871.
Do chưa hề đánh trận nên Foch đã không thể nào biểu hiện lòng dũng cảm của mình. Người thanh niên này đành quay về Metz đã tiếp tục học tập cho đến khi nào học xong thì sẽ trở thành sĩ quan.